# 法爾茅斯 (佛羅里達州)
法爾茅斯（英語：Falmouth）是位於美國佛羅里達州薩旺尼縣的一個非建制地區。該地的面積和人口皆未知。

## 地理
法爾茅斯的座標為30°21′47″N 83°07′52″W / 30.36306°N 83.13111°W，而該地的平均海拔高度為26米（即85英尺）。